# KMines
KMines は KDE 向けマインスイーパである。

## 概要
KMines は1996年に開発が始まった。
三つの標準サイズである「初級」(8x8)、「中級」(16x16)、「上級」(16x30)とカスタムレベルがある。カスタムレベルでは5x5から50x50までの大きさまで設定できる。キーボードだけを使ってプレイすることもできる。色、マウスボタンやタイルの大きさも設定できる。カンニング機能も組み込まれており、ヒント、解決や「マジック」モード（重要な場合のみ）が付いている。
得点の世界記録は公式サイト上で見ることができる。